# 李淵
李 淵（り えん、566年4月7日 - 635年6月25日）は、唐の初代皇帝。隋末の混乱の中で太原で挙兵し、長安を落として根拠地とした。そこで隋の恭帝侑を傀儡として立て、禅譲により唐を建国した。李淵は在位9年の間王世充などの群雄勢力と戦い、また律令を整備した。626年に太宗（李世民）に譲位させられ、太宗が残存の群雄勢力を一掃して唐の天下統一を果たした。

## 来歴

### 出生
李淵の一族の出自は史書では、五胡十六国の西涼の武昭王李暠の末裔で、隴西郡成紀県を本貫とする隴西李氏の漢人を自称している。李淵の一族は大野（だいや）氏という胡姓を持つが、ある学説では「実際は鮮卑系の出自で本来の姓も大野氏であり、中原の支配権を正当化するために自身が漢人の末裔であることを主張した」あるいは「武川鎮出身で鮮卑国粋主義復興の風潮が強かったから、元は漢人だったのが鮮卑化した」といった説が主流である。中国の歴史のなかで、唐は経済的・文化的繁栄の頂点に達し、その啓蒙的な政策と開放的な社会風習は前代未聞である。それは、唐室李氏が鮮卑であり、「外来の蛮族の血液が、崩壊した中国文化の体内に注ぎ込まれた」ことが未曾有の繁栄を生んだと考えられている。唐室李氏の出自については数多の論争があり、漢人の名門貴族の隴西李氏と主張しているが、疑問も多く、信憑性はないが、史書の記載通り隴西李氏と固く信じている人、趙郡の李氏の没落した家系と推測している人、夷狄、就中塞外から中原に移住した夷狄と考える人など様々である。唐室李氏の出自がどうであれ、高祖・太宗・高宗三代の母はすべて鮮卑であり、鮮卑の血統を引いていることは事実であり、南北朝から隋にかけて民族の大統合がおこなわれ、胡族と漢人が混血した結果、複雑な血統の人が多くなった。
李淵は北周の唐国公・安州総管を務めた唐仁公李昞の子として生まれた。その出自である隴西李氏は北周の八柱国の家系で、かつて北魏においては皇后を出す資格のある家柄の一つとして重んじられた北朝の名門だった。李淵が隋の文帝の信任を得るきっかけとなったのは、その独孤皇后が李淵の叔母にあたることによる。

### 隋の唐公
李淵はまず隋の唐公を襲封し、千牛備身となり、譙隴二州刺史・岐州刺史・滎陽楼煩二郡太守・殿内少監・衛尉少卿などを歴任した。
文帝の後に煬帝が立って高句麗遠征を開始すると、李淵は懐遠鎮で兵站を監督した。やがて楊玄感の乱が起こると弘化留守となり、関右の諸軍を統率して楊玄感の進軍を防いだ。615年に山西河東慰撫大使に任じられると、龍門の母端児の乱を掃討、また絳州の柴保昌を討伐した。突厥が隋の辺境を侵すと、馬邑郡太守の王仁恭とともに突厥軍を撃退した。617年には太原留守に任じられた。
次男の李世民や晋陽令の劉文静らの使嗾により、隋に対する反乱を決意。6月に諸郡に檄を飛ばして起兵し、一気に軍を南下させ、11月には長安（当時は大興城）を陥れた。また煬帝の太上皇帝への退位を宣言し、首都長安の留守を命じられていた代王楊侑を新たに擁立して隋の恭帝とした。加えて618年3月には恭帝の詔として相国への昇進と九錫の下賜を受けたが、これに対し李淵は「これは私に阿り諂う者の差し金であろう。魏・晋の建国者らは上辺だけを取り繕って天や人を欺き、その実は五覇にも及ばないにも拘らず三王以上の名声を欲した。常々これを軽蔑していた私が、なぜ奴らと同じ真似ができよう」と述べ、相国の座のみを受諾し、九錫の贈呈を固辞した。

### 即位後
618年5月、煬帝が殺されたことを知ると、恭帝から禅譲を受けて自ら皇帝となった。この頃洛陽でも隋の武将だった王世充が即位して鄭を建国、河北では群盗の竇建徳が一大勢力を築き、長江以南では後梁の末裔である蕭銑が梁再興、群雄割拠の様相を呈していた。その後李世民らの活躍もあり、626年の退位までに梁師都以外の群雄を平らげるまでになった。
その後、統一戦に著しい戦功を上げた秦王李世民に次の皇帝を期待する秦王配下の者たちが、皇太子の座を狙って策動するようになった。これに対して皇太子李建成と斉王李元吉はこれを止めるために高祖李淵に世民の謀士である房玄齢と杜如晦を引き離すよう進言した。
しかし李世民は李建成と李元吉が画策した先制攻撃の情報を入手すると、626年の玄武門の変で李建成と李元吉を殺害した。高祖李淵はこれを受けて直ちに李世民に譲位することに同意して太上皇となり隠退をせまられた。その後は政治とは離れた環境で静かに暮らし635年、71歳で崩御した。

### 対仏教政策

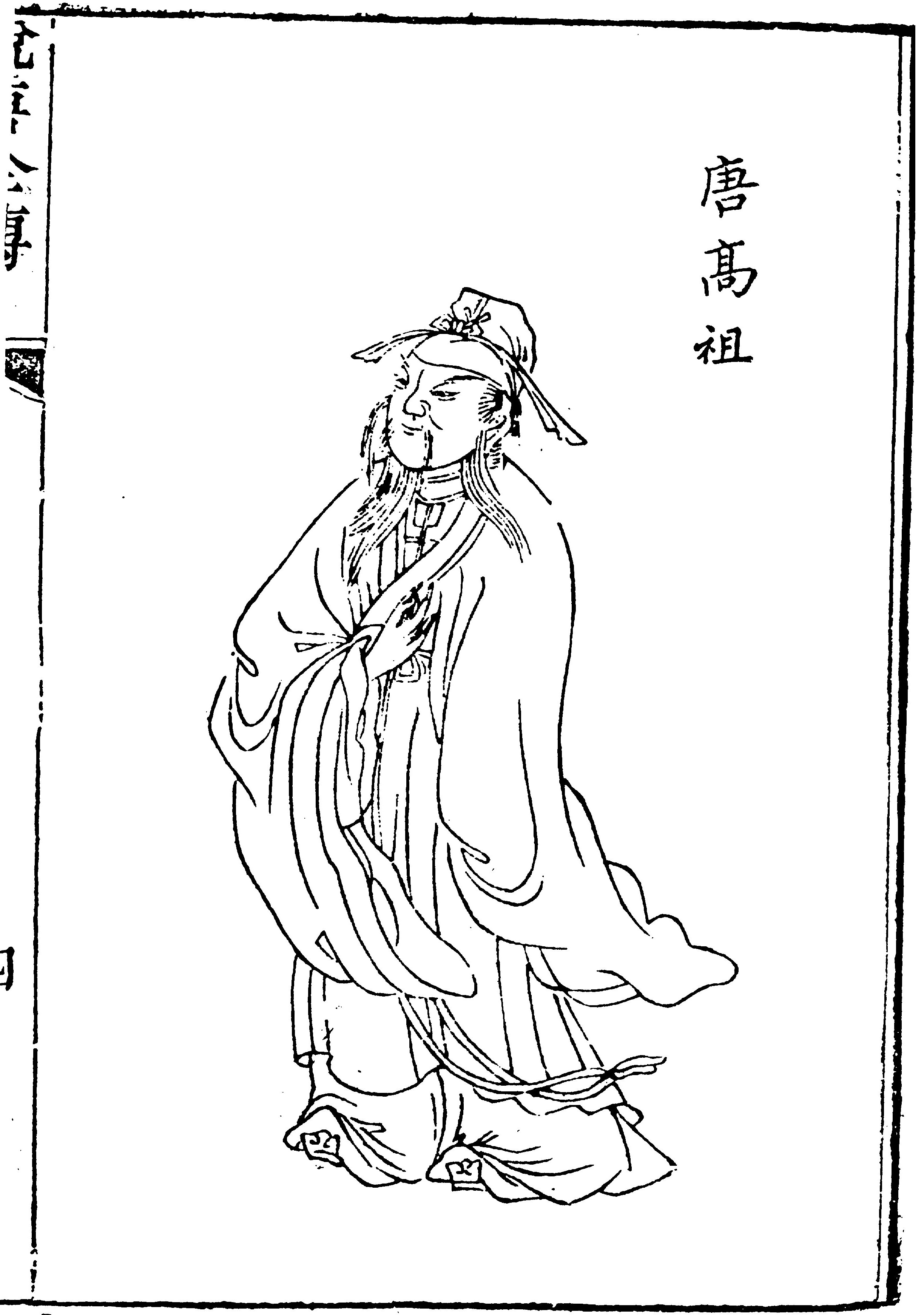
李淵

高祖は唐朝の創業当初、仏教に対してはその存在を容認する立場を取り、また法会も行なっている。また、唐の正統性を擁護するような慧化尼と衛元嵩の予言詩を隋からの受禅に利用したことも『大唐創業起居注』の中に見える。武徳3年（620年）には、1月・5月・9月の三長斎月に刑死を執行せず、また殺生の禁断を命ずるほど、仏教の不殺生戒の周知に努めていた。
しかし翌武徳4年（621年）になると隋代に建立された諸寺院を廃止し、洛陽城内には名徳ある僧30名、尼30名のみをとどめ、その他は還俗させている。
さらに武徳9年（626年）には太史令傅奕の十一箇条の上奏文の内容に基づいて、高祖は仏教と道教をともに廃毀する詔を発した。それは40余年前に北周の武帝が衛元嵩の上表文をもとに仏道二教を廃したのを彷彿とさせる措置だった。その詔によれば、徳行ある僧尼や道士女冠は大寺や大観に住せしめて、その他の者は還俗させ、長安には寺3か所、道観2か所を残し、天下の諸州にも各1か所を残して、その他はことごとくく廃毀させることを求めた。しかし同年6月4日の玄武門の変によって高祖は退位したため、詔の内容が実施に移されることはなかった。

### 諡号
崩御後に大武皇帝と贈られたが、後に高宗により神堯皇帝に改められ（674年）、続いて玄宗により神堯大聖皇帝（749年）、さらに同じく玄宗により神堯大聖大光孝皇帝（754年）と改称された。

## 系図
|        |        |        |        |        |        |  |  |  |  | 北周武帝     | 北周武帝   | 北周武帝   | 北周武帝   | 北周武帝   | 北周武帝   |  |  | 北周宣帝                  | 北周宣帝                  | 北周宣帝                  | 北周宣帝                  | 北周宣帝                  | 北周宣帝                  |  |  | 北周静帝          | 北周静帝          | 北周静帝          | 北周静帝          | 北周静帝          | 北周静帝          |  |  |          |          |          |          |          |          |  |  |
|        |        |        |        |        |        |  |  |  |  | 北周武帝     | 北周武帝   | 北周武帝   | 北周武帝   | 北周武帝   | 北周武帝   |  |  | 北周宣帝                  | 北周宣帝                  | 北周宣帝                  | 北周宣帝                  | 北周宣帝                  | 北周宣帝                  |  |  | 北周静帝          | 北周静帝          | 北周静帝          | 北周静帝          | 北周静帝          | 北周静帝          |  |  |          |          |          |          |          |          |  |  |
| 宇文泰 | 宇文泰 | 宇文泰 | 宇文泰 | 宇文泰 | 宇文泰 |  |  |  |  | 北周孝閔帝   | 北周孝閔帝 | 北周孝閔帝 | 北周孝閔帝 | 北周孝閔帝 | 北周孝閔帝 |  |  |                           |                           |                           |                           |                           |                           |  |  |                   |                   |                   |                   |                   |                   |  |  |          |          |          |          |          |          |  |  |
| 宇文泰 | 宇文泰 | 宇文泰 | 宇文泰 | 宇文泰 | 宇文泰 |  |  |  |  | 北周孝閔帝   | 北周孝閔帝 | 北周孝閔帝 | 北周孝閔帝 | 北周孝閔帝 | 北周孝閔帝 |  |  |                           |                           |                           |                           |                           |                           |  |  |                   |                   |                   |                   |                   |                   |  |  |          |          |          |          |          |          |  |  |
|        |        |        |        |        |        |  |  |  |  | 北周明帝     | 北周明帝   | 北周明帝   | 北周明帝   | 北周明帝   | 北周明帝   |  |  | 皇后楊麗華 （隋楽平公主） | 皇后楊麗華 （隋楽平公主） | 皇后楊麗華 （隋楽平公主） | 皇后楊麗華 （隋楽平公主） | 皇后楊麗華 （隋楽平公主） | 皇后楊麗華 （隋楽平公主） |  |  |                   |                   |                   |                   |                   |                   |  |  |          |          |          |          |          |          |  |  |
|        |        |        |        |        |        |  |  |  |  | 北周明帝     | 北周明帝   | 北周明帝   | 北周明帝   | 北周明帝   | 北周明帝   |  |  | 皇后楊麗華 （隋楽平公主） | 皇后楊麗華 （隋楽平公主） | 皇后楊麗華 （隋楽平公主） | 皇后楊麗華 （隋楽平公主） | 皇后楊麗華 （隋楽平公主） | 皇后楊麗華 （隋楽平公主） |  |  |                   |                   |                   |                   |                   |                   |  |  |          |          |          |          |          |          |  |  |
|        |        |        |        |        |        |  |  |  |  |              |            |            |            |            |            |  |  |                           |                           |                           |                           |                           |                           |  |  |                   |                   |                   |                   |                   |                   |  |  |          |          |          |          |          |          |  |  |
|        |        |        |        |        |        |  |  |  |  | 北周明敬皇后 |            |            |            |            |            |  |  |                           |                           |                           |                           |                           |                           |  |  |                   |                   |                   |                   |                   |                   |  |  |          |          |          |          |          |          |  |  |
|        |        |        |        |        |        |  |  |  |  |              |            |            |            |            |            |  |  |                           |                           |                           |                           |                           |                           |  |  |                   |                   |                   |                   |                   |                   |  |  |          |          |          |          |          |          |  |  |
|        |        |        |        |        |        |  |  |  |  |              |            |            |            |            |            |  |  |                           |                           |                           |                           |                           |                           |  |  |                   |                   |                   |                   |                   |                   |  |  |          |          |          |          |          |          |  |  |
|        |        |        |        |        |        |  |  |  |  | 北周襄陽公主 |            |            |            |            |            |  |  |                           |                           |                           |                           |                           |                           |  |  |                   |                   |                   |                   |                   |                   |  |  |          |          |          |          |          |          |  |  |
|        |        |        |        |        |        |  |  |  |  |              |            |            |            |            |            |  |  |                           |                           |                           |                           |                           |                           |  |  |                   |                   |                   |                   |                   |                   |  |  |          |          |          |          |          |          |  |  |
|        |        |        |        |        |        |  |  |  |  |              |            |            |            |            |            |  |  | 竇夫人                    | 竇夫人                    | 竇夫人                    | 竇夫人                    | 竇夫人                    | 竇夫人                    |  |  | 李建成            | 李建成            | 李建成            | 李建成            | 李建成            | 李建成            |  |  |          |          |          |          |          |          |  |  |
|        |        |        |        |        |        |  |  |  |  |              |            |            |            |            |            |  |  | 竇夫人                    | 竇夫人                    | 竇夫人                    | 竇夫人                    | 竇夫人                    | 竇夫人                    |  |  | 李建成            | 李建成            | 李建成            | 李建成            | 李建成            | 李建成            |  |  |          |          |          |          |          |          |  |  |
|        |        |        |        |        |        |  |  |  |  | 竇毅         | 竇毅       | 竇毅       | 竇毅       | 竇毅       | 竇毅       |  |  |                           |                           |                           |                           |                           |                           |  |  | 李世民 （唐太宗） | 李世民 （唐太宗） | 李世民 （唐太宗） | 李世民 （唐太宗） | 李世民 （唐太宗） | 李世民 （唐太宗） |  |  |          |          |          |          |          |          |  |  |
|        |        |        |        |        |        |  |  |  |  | 竇毅         | 竇毅       | 竇毅       | 竇毅       | 竇毅       | 竇毅       |  |  |                           |                           |                           |                           |                           |                           |  |  | 李世民 （唐太宗） | 李世民 （唐太宗） | 李世民 （唐太宗） | 李世民 （唐太宗） | 李世民 （唐太宗） | 李世民 （唐太宗） |  |  |          |          |          |          |          |          |  |  |
| 李虎   | 李虎   | 李虎   | 李虎   | 李虎   | 李虎   |  |  |  |  | 李昞         | 李昞       | 李昞       | 李昞       | 李昞       | 李昞       |  |  |                           |                           |                           |                           |                           |                           |  |  | 李玄霸            | 李玄霸            | 李玄霸            | 李玄霸            | 李玄霸            | 李玄霸            |  |  |          |          |          |          |          |          |  |  |
| 李虎   | 李虎   | 李虎   | 李虎   | 李虎   | 李虎   |  |  |  |  | 李昞         | 李昞       | 李昞       | 李昞       | 李昞       | 李昞       |  |  |                           |                           |                           |                           |                           |                           |  |  | 李玄霸            | 李玄霸            | 李玄霸            | 李玄霸            | 李玄霸            | 李玄霸            |  |  |          |          |          |          |          |          |  |  |
|        |        |        |        |        |        |  |  |  |  |              |            |            |            |            |            |  |  | 李淵 （唐高祖）           | 李淵 （唐高祖）           | 李淵 （唐高祖）           | 李淵 （唐高祖）           | 李淵 （唐高祖）           | 李淵 （唐高祖）           |  |  | 李元吉            | 李元吉            | 李元吉            | 李元吉            | 李元吉            | 李元吉            |  |  |          |          |          |          |          |          |  |  |
|        |        |        |        |        |        |  |  |  |  |              |            |            |            |            |            |  |  | 李淵 （唐高祖）           | 李淵 （唐高祖）           | 李淵 （唐高祖）           | 李淵 （唐高祖）           | 李淵 （唐高祖）           | 李淵 （唐高祖）           |  |  | 李元吉            | 李元吉            | 李元吉            | 李元吉            | 李元吉            | 李元吉            |  |  |          |          |          |          |          |          |  |  |
|        |        |        |        |        |        |  |  |  |  | 独孤氏       | 独孤氏     | 独孤氏     | 独孤氏     | 独孤氏     | 独孤氏     |  |  |                           |                           |                           |                           |                           |                           |  |  | 唐平陽公主        | 唐平陽公主        | 唐平陽公主        | 唐平陽公主        | 唐平陽公主        | 唐平陽公主        |  |  |          |          |          |          |          |          |  |  |
|        |        |        |        |        |        |  |  |  |  | 独孤氏       | 独孤氏     | 独孤氏     | 独孤氏     | 独孤氏     | 独孤氏     |  |  |                           |                           |                           |                           |                           |                           |  |  | 唐平陽公主        | 唐平陽公主        | 唐平陽公主        | 唐平陽公主        | 唐平陽公主        | 唐平陽公主        |  |  |          |          |          |          |          |          |  |  |
| 独孤信 |        |        |        |        |        |  |  |  |  |              |            |            |            |            |            |  |  |                           |                           |                           |                           |                           |                           |  |  |                   |                   |                   |                   |                   |                   |  |  |          |          |          |          |          |          |  |  |
|        |        |        |        |        |        |  |  |  |  |              |            |            |            |            |            |  |  |                           |                           |                           |                           |                           |                           |  |  |                   |                   |                   |                   |                   |                   |  |  |          |          |          |          |          |          |  |  |
|        |        |        |        |        |        |  |  |  |  | 隋文献皇后   |            |            |            |            |            |  |  |                           |                           |                           |                           |                           |                           |  |  |                   |                   |                   |                   |                   |                   |  |  |          |          |          |          |          |          |  |  |
|        |        |        |        |        |        |  |  |  |  |              |            |            |            |            |            |  |  |                           |                           |                           |                           |                           |                           |  |  |                   |                   |                   |                   |                   |                   |  |  |          |          |          |          |          |          |  |  |
|        |        |        |        |        |        |  |  |  |  |              |            |            |            |            |            |  |  | 楊勇                      |                           |                           |                           |                           |                           |  |  |                   |                   |                   |                   |                   |                   |  |  |          |          |          |          |          |          |  |  |
|        |        |        |        |        |        |  |  |  |  |              |            |            |            |            |            |  |  |                           |                           |                           |                           |                           |                           |  |  |                   |                   |                   |                   |                   |                   |  |  |          |          |          |          |          |          |  |  |
|        |        |        |        |        |        |  |  |  |  | 隋文帝       | 隋文帝     | 隋文帝     | 隋文帝     | 隋文帝     | 隋文帝     |  |  | 隋煬帝                    | 隋煬帝                    | 隋煬帝                    | 隋煬帝                    | 隋煬帝                    | 隋煬帝                    |  |  | 楊昭              | 楊昭              | 楊昭              | 楊昭              | 楊昭              | 楊昭              |  |  | 隋恭帝侑 | 隋恭帝侑 | 隋恭帝侑 | 隋恭帝侑 | 隋恭帝侑 | 隋恭帝侑 |  |  |
|        |        |        |        |        |        |  |  |  |  | 隋文帝       | 隋文帝     | 隋文帝     | 隋文帝     | 隋文帝     | 隋文帝     |  |  | 隋煬帝                    | 隋煬帝                    | 隋煬帝                    | 隋煬帝                    | 隋煬帝                    | 隋煬帝                    |  |  | 楊昭              | 楊昭              | 楊昭              | 楊昭              | 楊昭              | 楊昭              |  |  | 隋恭帝侑 | 隋恭帝侑 | 隋恭帝侑 | 隋恭帝侑 | 隋恭帝侑 | 隋恭帝侑 |  |  |

## 宗室
太字は没後の追諡・封贈・追贈。

唐高祖李淵

- 正室：竇夫人（贈太穆皇后） - 即位前の正室
  - 長男：息王 李建成 - 暗殺後、高宗のときはじめ息王を封贈、のち隠太子を追贈
  - 次男：李世民（太宗） - 第2代皇帝、李建成暗殺後に立太子、高祖退位をうけて即位
  - 三男：李玄霸 - 高祖即位前に早世、高宗のとき衛王を封贈
  - 四男：斉王 李元吉 - 暗殺後、高宗のときはじめ海陵郡王を封贈、のち巣王を追贈
  - 三女：平陽公主 - 柴紹に降嫁
- 側室：万貴妃
  - 五男：楚王 李智雲
- 側室：尹徳妃
  - 八男：酆王 李元亨
- 側室：宇文昭儀 - 宇文述の娘
  - 十一男：韓王 李元嘉
  - 十九男：魯王 李霊夔
- 側室：貴嬪 莫麗芳
  - 六男：荊王 李元景
- 側室：楊貴嬪 - 楊寛の子の楊文紀の娘
- 側室：嬪 崔商珪[8]
  - 十七男：鄧王 李元裕
- 側室：孫嬪
  - 七男：漢王 李元昌
- 側室：楊嬪 - 楊素の娘
  - 二十男：江王 李元祥
- 側室：張嬪
- 側室：小楊嬪
  - 十八男：舒王 李元名
- 側室：張婕妤
  - 九男：周王 李元方
- 側室：郭婕妤
  - 十男：徐王 李元礼
- 側室：劉婕妤
  - 十六男：道王 李元慶
- 側室：薛婕妤 - 薛道衡の娘
- 側室：張美人
  - 十四男：霍王 李元軌
- 側室：楊美人
  - 十五男：虢王 李鳳
- 側室：王才人
  - 十二男：彭王 李元則
- 側室：魯才人
  - 二十一男：密王 李元暁
- 側室：宝林 張寵則[9]
  - 十三男：鄭王 李元懿
- 側室：柳宝林
  - 二十二男：滕王 李元嬰
- 生母不詳の子女
  - 長女：長沙公主  - 馮少師に降嫁
  - 次女：襄陽公主  - 竇誕に降嫁
  - 四女：高密公主 - はじめ琅邪公主、のち高密公主に改封、はじめ長孫孝政に降嫁、のち段綸に再嫁
  - 五女：長広公主  - はじめ桂陽公主、のち長広公主に改封、はじめ趙慈景に降嫁、死別後楊師道に再嫁
  - 六女：房陵公主  - はじめ永嘉公主、のち房陵公主に改封、はじめ竇奉節に降嫁、のち賀蘭僧伽に再嫁
  - 七女：常楽公主 - 趙瓌に降嫁、和思趙皇后の母
  - 八女：九江公主  - 執失思力に降嫁
  - 九女：廬陵公主  - 喬師望に降嫁
  - 十女：南昌公主  - 蘇勗に降嫁
  - 十一女：安平公主  - 楊思敬（楊雄の子の楊縯の子）に降嫁
  - 十二女：淮南公主  - 封道言（封倫の子）に降嫁
  - 十三女：真定公主  - 崔恭礼に降嫁
  - 十四女：衡陽公主  - 阿史那社爾に降嫁
  - 十五女：丹陽公主  - 薛万徹に降嫁
  - 十六女：臨海公主  - 裴律師（裴寂の子）に降嫁
  - 十七女：館陶公主 - 崔宣慶に降嫁
  - 十八女：千金公主 - 武則天養女、はじめ千金公主、のち安定公主に改封、はじめ温挺（温彦博の子）に降嫁、死別後鄭敬玄に再嫁
  - 十九女：長沙公主 - はじめ万春公主、のち長沙公主に改封、豆盧懐譲（豆盧通の子の豆盧寛の子）に降嫁

## 李淵の出自に関する論争
既述の通り、李淵の祖父は八柱国の一人李虎であり、その遠祖を西涼の李暠としており、更に老子（李耳）をその祖先としている。西魏末の鮮卑復古政策により大野という鮮卑風の姓を賜ったが、後に李に戻したとされる。しかしこの系図は仮託されたものであり、唐李氏は李暠には繋がっておらず、唐李氏は元は鮮卑であり、大野こそが本来の姓であるという疑念が持たれている。
古くは、南宋の儒学者朱熹は『朱子語類』において、「唐の皇室は夷狄の出身である。だから宮中において礼節を失うことは、不思議なことではない」と述べている。
1930年代になると、馮承鈞が李淵の祖父の李虎の親族の名が胡族風であることから李氏は実際は胡族ではないのかと主張し、王桐齡は、李淵は拓跋であると主張した。
陳寅恪は、『唐代政治史述論稿』において、鮮卑系の関隴集団（＝武川鎮軍閥）に属する趙郡の李氏が、（鮮卑化した漢人とする）唐室李氏の出自であると主張した。唐室李氏は隴西の李氏を称し、隴西から中原への移住を、西涼滅亡時に李重耳が南朝宋へ逃亡したことに求めており、その後、北魏の侵攻に際し、李重耳は北魏に寝返ったが、再度宋に捕らえられたといい、李重耳の子の李熙が北魏の金門（皇帝の宮殿）を守る軍将であり、李熙が武川へ移住し、李淵へ繋がる系譜が描かれている。陳寅恪は、唐室李氏の出自を追い求め、『新唐書宗室世系表』をもとに検証し、『宋書』『魏書』などを博捜し、李重耳と李熙に相当する李姓の父子を探し出し、李初古抜と李買得という人物を特定する。李初古抜と李買得の事績と『新唐書宗室世系表』の事蹟には異同があるが、整合的に解釈することで同一人物と比定し、李熙と子の李天錫の墓が、河北の趙州に置かれていることに注目し、趙郡の李氏のある没落した家系が住んでいた場所と近接していることをつきとめ、唐室李氏が趙郡の李氏の没落した家系に連なるか、あるいは趙郡の李氏を仮託したと結論付けた。ただし石見清裕によると、陳寅恪は1931年発表の「李唐氏族之推測」では、唐室李氏の祖先を非漢人の出自とするが、1933年発表の「李唐氏族之推測後記」において主張が大転換し、趙郡の李氏と主張するようになったといい、石見清裕は、その背景には1930年代初頭の日本軍による中国侵略が背景にあったと指摘している。
その後も向達、陳三平、孟二冬、銭仲聯（蘇州大学）などが唐室李氏の男系鮮卑説を主張するなど中国学界では議論が続いている。
日本学界では唐室李氏の系譜は西涼の李氏とは繋がっておらず、唐室李氏は鮮卑であるとする考え方が通説となっている。